# 흐레샤티크

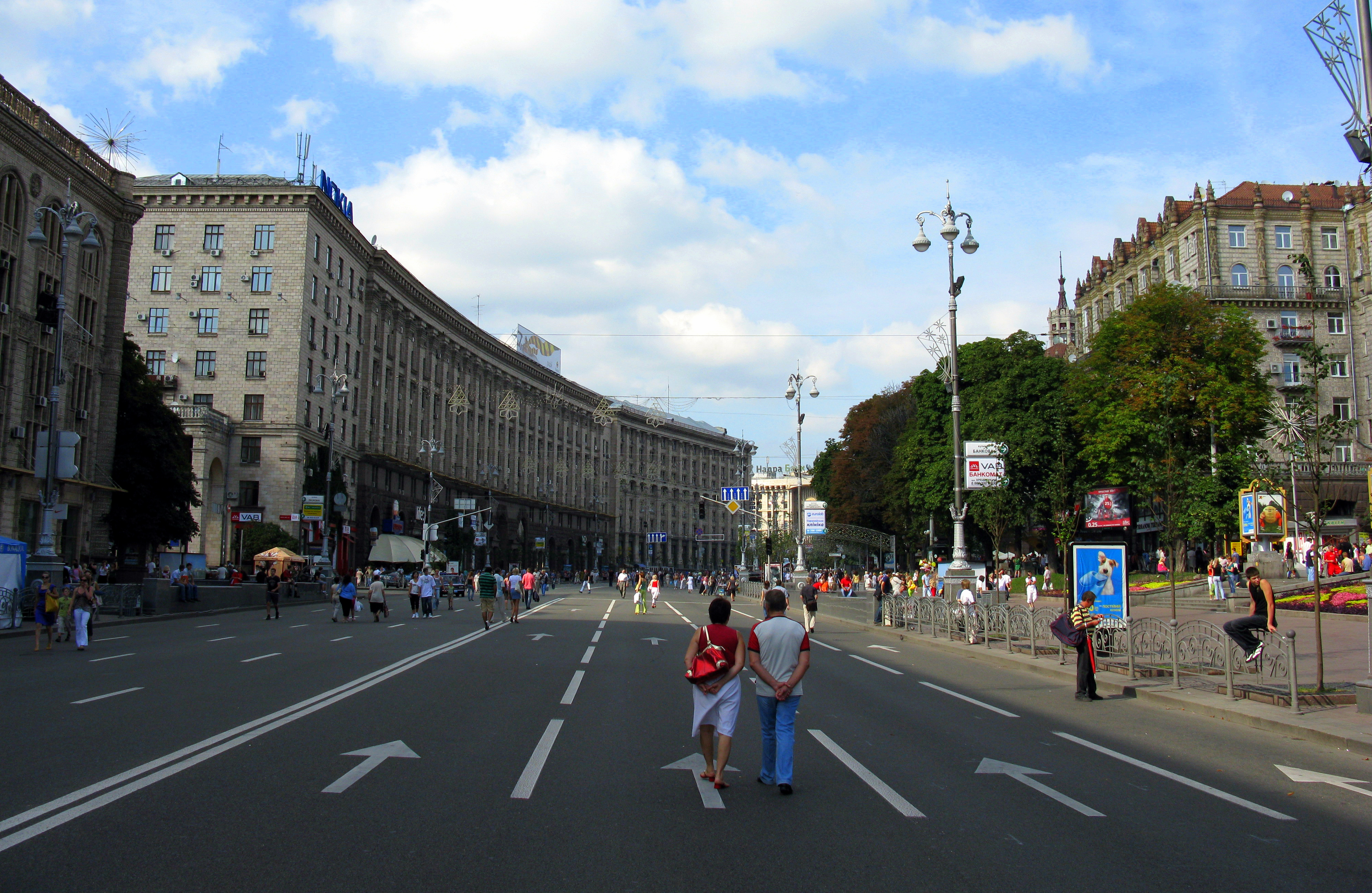
흐레샤티크

흐레샤티크(우크라이나어: Хрещатик)는 우크라이나의 수도 키이우에 있는 도로이다. 현대 이후 키이우의 메인 스트리트 역할을 하고 있다.